# Élections municipales de 2017 à Québec
Les élections municipales de 2017 à Québec se sont déroulées le 5 novembre 2017.

## Description

### Contexte
Sollicitant un quatrième mandat à la tête de la ville, Régis Labeaume continue de jouir d'un haut taux de popularité à l'approche de ces élections. Pour cette raison, aucune grande personnalité publique n'ose lui présenter d'opposition. Labeaume affirme être prêt à rester en poste encore plusieurs mandats afin de pouvoir réaliser un « projet de transport structurant ». C'est d'ailleurs le thème du transport qui prédomine l'actualité municipale plusieurs mois avant le début de la campagne électorale.
Les candidats de trois principaux partis attirent particulièrement l'attention médiatique : Équipe Labeaume (parti sortant), Démocratie Québec (opposition sortante) et Québec 21 (nouveau parti). En tout, 5 partis participent, ce qui rejoint le record des élections municipales partielles de 2007.

### Statistiques
- Nombre total de candidatures : 107
- Nombre de débats à la mairie : 3
- Bureaux de vote : 115
- Lieux de votation : 75
- Budget électoral : 4,2 millions $ (environ 10 $ par électeur).
- Président de l'élection : Me Sylvain Ouellet
- Personnel électoral : 4 200

## Candidats
| Candidat                 | Qualité                    | Parti | Parti | Colistier     |
| ------------------------ | -------------------------- | ----- | ----- | ------------- |
| Régis Labeaume (sortant) | Administrateur, sociologue |       | ÉL    | Aucun         |
| Anne Guérette            | Architecte                 |       | DQ    | Jean Rousseau |
| Jean-François Gosselin   | Homme d'affaires           |       | Q21   | Nancy Piuze   |
| Nicolas Lavigne-Lefebvre | Étudiant, chercheur        |       | OCN   | Clovis Brochu |
| Daniel Brisson           | Informaticien              |       | ACQ   | Aucun         |
| Claude Gagnon            | Sexologue                  |       | IND   | N/A           |

| Parti | Parti                        | Candidats | Candidats            | Total |
| Parti | Parti                        | Mairie    | Conseiller municipal | Total |
| ----- | ---------------------------- | --------- | -------------------- | ----- |
|       | Équipe Labeaume              | 1         | 20                   | 21    |
|       | Démocratie Québec            | 1         | 21                   | 22    |
|       | Québec 21                    | 1         | 21                   | 22    |
|       | Option Capitale-Nationale    | 1         | 20                   | 21    |
|       | Alliance citoyenne de Québec | 1         | 12                   | 13    |
|       | Indépendants                 | 1         | 7                    | 8     |
| Total | Total                        | 6         | 82                   | 107   |

## Partis politiques

### Équipe Labeaume
Slogan : Réussir notre ville ensemble
Dès septembre 2015, le maire Régis Labeaume annonce qu'il se portera à nouveau candidat en 2017 dans l'objectif d'obtenir un quatrième mandat à la tête de la ville. Une majorité de conseillers de son équipe annonce également vouloir se représenter.
Propositions importantes du programme électoral :
- Plusieurs mesures d'amélioration de la « vie urbaine », dont la création de 5 nouveaux parcs[5] et des investissements dans les infrastructures des quartiers.
- Mise sur pied d'un système de transport en commun « moderne » et étude d'un 3e lien routier entre la rive-nord et la rive-sud.
- Mise en œuvre du plan d’action pour la préservation des sources d’eau potable de la ville.
- Projets soutenus à moyen ou long terme : Grand Marché à ExpoCité[6], Centre de glaces à Sainte-Foy[7], écoquartiers.

### Démocratie Québec
Slogan : Prenons notre ville en main
Le 4 décembre 2016, le parti d'opposition Démocratie Québec choisit Anne Guérette comme chef et candidate à la mairie. En mai 2017, une crise interne survient au sein du parti en raison d'un « mécontentement contre le style de gestion » de la chef à l'approche des élections. Les conseillers Paul Shoiry et Yvon Bussières laissent Guérette comme seule élue de son parti au conseil municipal.
Propositions importantes du programme électoral :
- « Pratiquer une densification respectueuse »[9] ;
- Mise en place d'un système de transport collectif électrique, de préférence un tramway entre Sainte-Foy et la colline parlementaire[10].
- « Mettre en place des mesures propres à assurer un processus démocratique plus respectueux [...] soutenir les possibilités de participer à la vie de la cité »[11] ;
- « Réduire le taux d’augmentation des dépenses »[12].

### Québec 21
Slogan : Le choix du changement
Lancé le 27 mai 2017 par l'ex-député adéquiste Jean-François Gosselin, Québec 21 est officialisé par le Directeur général des élections le 8 juin 2017. Le parti s'oppose farouchement au projet de service rapide par bus, lui préférant des investissements massifs dans le réseau routier. Se targuant de représenter les intérêts des automobilistes et des citoyens vivant à l'extérieur du centre-ville, Québec 21 s'oppose par exemple à certains aménagements urbains dits conviviaux : « Moi, quand je vais sur l'[avenue] Maguire pour aller manger ou prendre une bière, je ne veux pas plus d'arbres, je veux un stationnement », affirme son chef, suggérant d'abolir les parcomètres sur cette rue. 
Le parti s'articule également au tour d'une fiscalité responsable envers les commerçants.
Propositions importantes du programme électoral :
- Réduction de la taxation résidentielle et commerciale[16].
- Construction d'un troisième lien routier dans l'est de la ville.
- Desserte de l'aéroport de Québec avec le transport en commun[17].

### Option Capitale-Nationale
Le parti, fondé par un militant du parti provincial Option nationale, présente une majorité de jeunes candidats et défend les principes de l'écologie, de la solidarité et de l'indépendance du Québec.
Propositions importantes du programme électoral :
- Établir un système de train léger sur rail électrique.
- Instaurer la gratuité du transport public.
- Faire la promotion des avantages, pour Québec, d’être la capitale d'un pays souverain.

Parti avec une faible visibilité médiatique, il réussit à présenter des candidats dans chacun des districts électoraux.

### Alliance citoyenne de Québec
Fondé lors des élections précédentes sous le nom « Alliance de Québec », ce parti loge à droite de l'échiquier politique.
Propositions importantes du programme électoral :
- Abolition de la taxe de bienvenue.
- Libéralisation, déréglementation et privatisation dans le transport en commun.
- Construction d'un pont inter-rives à l'est.

## Enjeux

### Transport

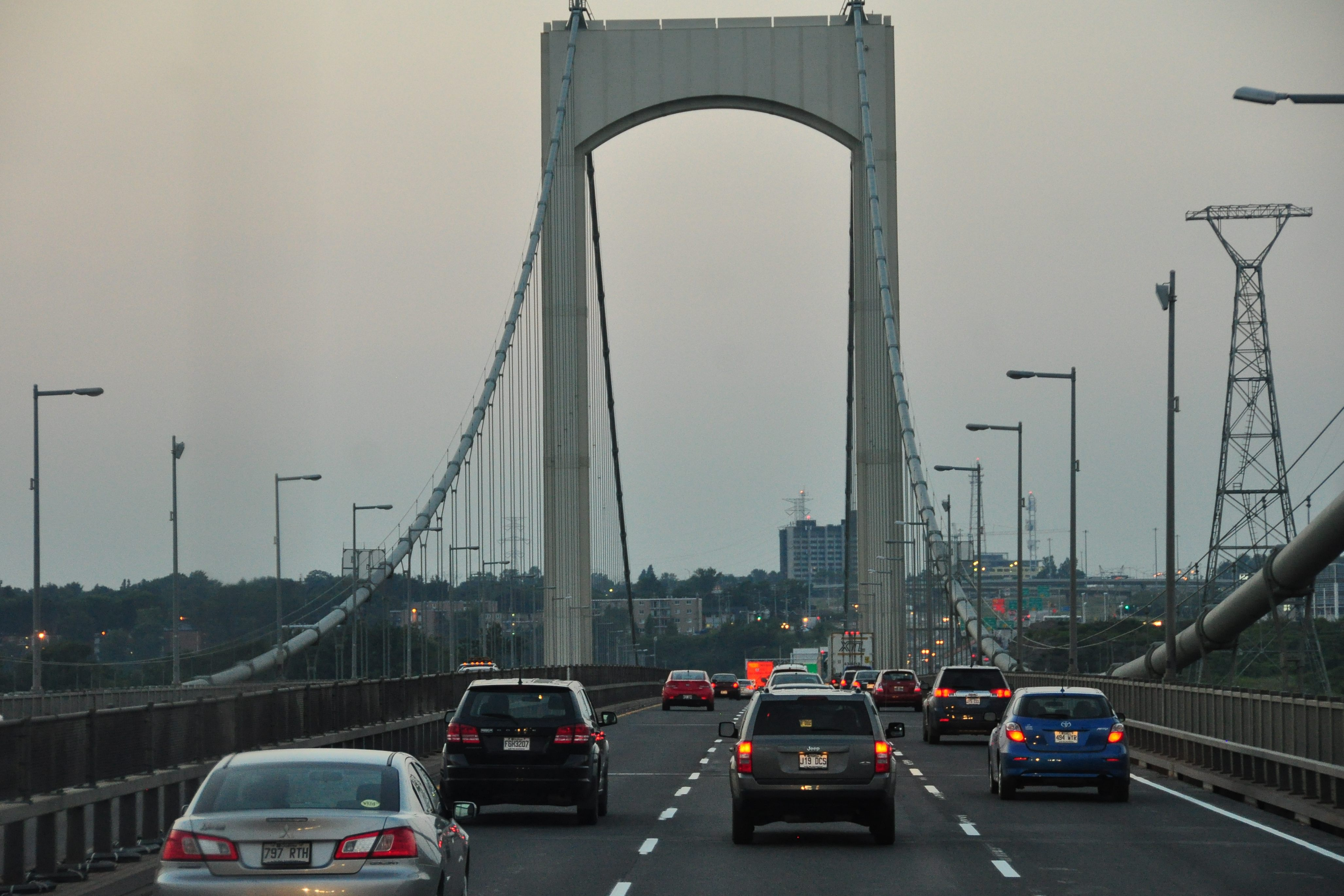
Le pont Pierre-Laporte, l'un des deux ponts entre la rive-sud et la rive-nord du fleuve Saint-Laurent à Québec.

En septembre 2016, Équipe Labeaume lance une consultation visant à déterminer l'enjeu des prochaines élections. La majorité des répondants affirme souhaiter la construction d'un troisième lien de circulation entre Québec et Lévis. Le transport devient rapidement le principal débat de la campagne électorale.
Équipe Labeaume défend d'abord la mise en place d'un service rapide par bus (SRB), concept annoncé dès 2015. La majorité des radios d'opinion de la ville dénigrent vertement le projet, préférant un investissement massif dans le réseau routier. L'animatrice Nathalie Normandeau le critique pour son coût et son utilité. En avril 2017, le parti d'opposition Démocratie Québec profite de ce momentum pour se prononcer contre le SRB,. De plus, Lévis abandonne sa participation au projet le 18 avril. Forcé de réagir, le maire Labeaume annonce deux jours plus tard l'abandon du SRB et la reprise de consultations sur la mobilité. Ces consultations se déroulent au début du mois de juin. Les citoyens s'expriment majoritairement sur l'importance du développement du transport en commun. À l'inverse, peu de partisans du « tout-à-l'auto » s'y font entendre.
Finalement, tous les partis politiques considèrent d'importants investissements ou changements en matière de transport advenant leur élection, que ce soit par la création d'un nouvel axe routier ou bien par la mise en place d'un nouveau système de transport en commun.

### Finances publiques
Selon un sondage mené par Léger Marketing au début septembre 2017, la gestion des finances publiques serait le principal enjeu de ces élections (32 %), devant la question du transport (26 %).
Québec 21 mène de front cet enjeu, notamment en promettant de couper 100 M$ sur le budget municipal d’environ 1,4 G$. Démocratie Québec juge que la hausse des taxes est supérieure à l'inflation, mais qualifie de « démagogue » le discours de Jean-François Gosselin. Labeaume, quant à lui, se défend de surtaxer en augmentant l'évaluation municipale.

## Résultats

### Mairie
Régis Labeaume est réélu pour une quatrième fois à la tête de la ville avec 55,27 %. Son pourcentage d'appui lors de la précédente élection était de 74,07 %, ce qui représente une baisse de 18,8 points de pourcentage. Cependant, il faisait face à deux (2) adversaires profitant d'une bonne visibilité médiatique et organisés autour d'un parti, ce qui ne s'était pas vu depuis 2007. Il réalise son meilleur score dans le district de Pointe-de-Sainte-Foy (61,7 %) et son pire score dans le district de Val-Bélair (47,5 %). Même si sa popularité est plus faible dans le nord de la ville, il reste cependant le candidat préféré dans tous les districts.
| Candidat                 | Parti                    | Parti                        | Voix    | %     | Appui envers le maire élu (par district) - < 50 % - 50 à 54 % - 55 à 59 % - > 60 % |
| Régis Labeaume           |                          | Équipe Labeaume              | 113 796 | 55,30 | Appui envers le maire élu (par district) - < 50 % - 50 à 54 % - 55 à 59 % - > 60 % |
| Jean-François Gosselin   |                          | Québec 21                    | 56 877  | 27,64 | Appui envers le maire élu (par district) - < 50 % - 50 à 54 % - 55 à 59 % - > 60 % |
| Anne Guérette            |                          | Démocratie Québec            | 30 120  | 14,64 | Appui envers le maire élu (par district) - < 50 % - 50 à 54 % - 55 à 59 % - > 60 % |
| Nicolas Lavigne-Lefebvre |                          | Option Capitale-Nationale    | 2 915   | 1,42  | Appui envers le maire élu (par district) - < 50 % - 50 à 54 % - 55 à 59 % - > 60 % |
| Daniel Brisson           |                          | Alliance citoyenne de Québec | 1 249   | 0,61  | Appui envers le maire élu (par district) - < 50 % - 50 à 54 % - 55 à 59 % - > 60 % |
| Claude Gagnon            |                          | Indépendant                  | 817     | 0,40  | Appui envers le maire élu (par district) - < 50 % - 50 à 54 % - 55 à 59 % - > 60 % |
|                          |                          |                              |         |       | Appui envers le maire élu (par district) - < 50 % - 50 à 54 % - 55 à 59 % - > 60 % |
| Bulletins valides        | Bulletins valides        | Bulletins valides            | 205 774 | 98,62 | Appui envers le maire élu (par district) - < 50 % - 50 à 54 % - 55 à 59 % - > 60 % |
| Bulletins rejetés        | Bulletins rejetés        | Bulletins rejetés            | 2 809   | 1,38  | Appui envers le maire élu (par district) - < 50 % - 50 à 54 % - 55 à 59 % - > 60 % |
| Total                    | Total                    | Total                        | 208 583 | 100   | Appui envers le maire élu (par district) - < 50 % - 50 à 54 % - 55 à 59 % - > 60 % |
| Abstention               | Abstention               | Abstention                   | 201 562 | 49,14 | Appui envers le maire élu (par district) - < 50 % - 50 à 54 % - 55 à 59 % - > 60 % |
| Inscrits / participation | Inscrits / participation | Inscrits / participation     | 410 145 | 50,86 | Appui envers le maire élu (par district) - < 50 % - 50 à 54 % - 55 à 59 % - > 60 % |

### Résultats par arrondissement
| Partis | Partis           | LC-L   | LC-L  | LR     | LR    | SF-S-CR | SF-S-CR | CB     | CB    | BP     | BP    | LHSC   | LHSC  | Total | Total   | Total |
| Partis | Partis           | V.     | %     | V.     | %     | V.      | %       | V.     | %     | V.     | %     | V.     | %     | V.    | V.      | %     |
| ------ | ---------------- | ------ | ----- | ------ | ----- | ------- | ------- | ------ | ----- | ------ | ----- | ------ | ----- | ----- | ------- | ----- |
|        | Labeaume         | 20 936 | 55,71 | 16 720 | 58,50 | 24 378  | 58,54   | 18 411 | 55,61 | 17 329 | 52,65 | 16 022 | 50,15 |       | 113 796 | 55,30 |
|        | Gosselin         | 5 372  | 14,29 | 8 468  | 29,63 | 8 083   | 19,41   | 10 454 | 31,57 | 12 213 | 37,10 | 12 287 | 38,46 |       | 56 877  | 27,64 |
|        | Guérette         | 9 504  | 25,29 | 2 866  | 10,03 | 8 307   | 19,95   | 3 588  | 10,84 | 2 843  | 8,64  | 3 012  | 9,43  |       | 30 120  | 14,64 |
|        | Lavigne-Lefebvre | 1 283  | 3,41  | 259    | 0,91  | 522     | 1,25    | 288    | 0,87  | 266    | 0,81  | 297    | 0,93  |       | 2 915   | 1,42  |
|        | Brisson          | 269    | 0,72  | 173    | 0,61  | 209     | 0,50    | 224    | 0,68  | 182    | 0,55  | 192    | 0,60  |       | 1 249   | 0,61  |
|        | Gagnon           | 216    | 0,57  | 95     | 0,33  | 142     | 0,34    | 144    | 0,43  | 83     | 0,25  | 137    | 0,43  |       | 817     | 0,40  |

### Districts électoraux

#### Résumé
Équipe Labeaume conserve une forte majorité de sièges au conseil municipal de Québec. Elle termine avec 1 siège en moins qu'en 2013. Le nouveau parti Québec 21 réussit une percée avec deux sièges dans l'est de la ville. Ce secteur se trouve à proximité du lieu possible d'un troisième lien routier entre Québec et Lévis, principale promesse électorale du parti. Démocratie Québec perd deux sièges mais conserve son château-fort de Cap-aux-Diamants.
Parmi les conseillers élus, Alicia Despins (Vanier-Duberger) devient la plus jeune élue de l'histoire du conseil municipal, à l'âge de 23 ans. Coïncidence, elle a défait le plus jeune candidat de Québec 21 Pierre-Luc Arseneau, un jeune économiste originaire du district, âgé de 25 ans. D'autre part, elle récolte le plus haut taux d'appuis dans les districts avec 57 % des votes. Également, Stevens Melançon (Chute-Montmorency-Seigneurial) devient le premier élu noir. Finalement, Yvon Bussières (Montcalm-Saint-Sacrement) conserve son titre de doyen du conseil, lui qui est en poste depuis les élections de 1993.
|                                   |                                   |                                   |         |       |       |        |               |  |  |  |  |  |  |  |
| Parti                             | Parti                             | Candidats                         | Voix    | %     | +/-   | Sièges | +/-           |  |  |  |  |  |  |  |
|                                   | Équipe Labeaume                   | 20                                | 97 018  | 47,24 | 14,25 | 17     | 1             |  |  |  |  |  |  |  |
|                                   | Québec 21                         | 21                                | 62 145  | 30,26 | Nv.   | 2      | 2             |  |  |  |  |  |  |  |
|                                   | Démocratie Québec                 | 21                                | 33 121  | 16,13 | 14,05 | 1      | 2             |  |  |  |  |  |  |  |
|                                   | Option Capitale-Nationale         | 20                                | 4 306   | 2,10  | Nv.   | 0      | en stagnation |  |  |  |  |  |  |  |
|                                   | Alliance citoyenne de Québec      | 12                                | 1 335   | 0,65  | 0,21  | 0      | en stagnation |  |  |  |  |  |  |  |
|                                   | Indépendants                      | 7                                 | 7 428   | 3,62  | -     | 1      | 1             |  |  |  |  |  |  |  |
|                                   |                                   |                                   |         |       |       |        |               |  |  |  |  |  |  |  |
| Votes valides                     | Votes valides                     | Votes valides                     | 205 353 | 98,32 |       |        |               |  |  |  |  |  |  |  |
| Bulletins rejetés                 | Bulletins rejetés                 | Bulletins rejetés                 | 3 501   | 1,68  |       |        |               |  |  |  |  |  |  |  |
| Total                             | Total                             | Total                             | 208 854 | 100   | -     | 21     | en stagnation |  |  |  |  |  |  |  |
| Abstention                        | Abstention                        | Abstention                        | 201 291 | 49,08 |       |        |               |  |  |  |  |  |  |  |
| Nombre d'inscrits / participation | Nombre d'inscrits / participation | Nombre d'inscrits / participation | 410 145 | 50,92 |       |        |               |  |  |  |  |  |  |  |

##### Variations par arrondissement
| Partis | Partis | LC-L  | LC-L  | LR    | LR    | SF-S-CR | SF-S-CR | CB    | CB    | BP    | BP    | LHSC  | LHSC  |
| Partis | Partis | %     | +/-   | %     | +/-   | %       | +/-     | %     | +/-   | %     | +/-   | %     | +/-   |
| ------ | ------ | ----- | ----- | ----- | ----- | ------- | ------- | ----- | ----- | ----- | ----- | ----- | ----- |
|        | EL     | 36,99 | 18,37 | 54,45 | 18,28 | 48,62   | 5,62    | 49,58 | 22,69 | 46,29 | 27,50 | 49,63 | 18,22 |
|        | QC21   | 14,28 | Nv.   | 32,44 | Nv.   | 21,93   | Nv.     | 35,29 | Nv.   | 44,05 | Nv.   | 38,56 | Nv.   |
|        | DQ     | 30,26 | 13,74 | 10,73 | 15,53 | 23,44   | 16,00   | 10,80 | 13,18 | 7,26  | 13,81 | 9,48  | 16,08 |
|        | OCN    | 3,70  | Nv.   | 2,19  | Nv.   | 1,89    | Nv.     | 1,49  | Nv.   | 1,18  | Nv.   | 1,97  | Nv.   |
|        | ACQ    | 0,84  | Nv.   |       |       | 0,38    | Nv.     | 1,20  | Nv.   | 1,05  | 1,81  | 0,37  | Nv.   |
|        | Ind.   | 27,87 | -     | 0,19  | -     | 3,74    | -       | 1,63  | -     | 0,17  | -     |       |       |

#### La Cité-Limoilou
- Dans cet arrondissement, 37 460 électeurs se sont prévalus de leur droit de vote.
- Équipe Labeaume obtient 3 districts, Démocratie Québec et un indépendant en remporte 1 chacun.

| Candidat               | Candidat               | Parti                     | Voix   | %     |
| ---------------------- | ---------------------- | ------------------------- | ------ | ----- |
|                        | Jean Rousseau          | Démocratie Québec         | 3 073  | 40,70 |
|                        | Maud Rusk              | Équipe Labeaume           | 2 763  | 36,60 |
|                        | François Marchand      | Indépendant               | 676    | 8,95  |
|                        | Christian Lachance     | Québec 21                 | 601    | 7,96  |
|                        | Simon Domingue         | Option Capitale-Nationale | 289    | 3,83  |
|                        | François Talbot        | Indépendant               | 107    | 1,42  |
|                        | Jean Luc Rouckout      | Alliance citoyenne        | 41     | 0,54  |
|                        |                        |                           |        |       |
| Suffrages exprimés     | Suffrages exprimés     | Suffrages exprimés        | 7 550  | 98,51 |
| Votes blancs et nuls   | Votes blancs et nuls   | Votes blancs et nuls      | 114    | 1,49  |
| Total                  | Total                  | Total                     | 7 664  | 100   |
| Abstentions            | Abstentions            | Abstentions               | 7 614  | 49,84 |
| Inscrits/Participation | Inscrits/Participation | Inscrits/Participation    | 15 278 | 50,16 |

| Candidat               | Candidat                 | Parti                     | Voix   | %     |
| ---------------------- | ------------------------ | ------------------------- | ------ | ----- |
|                        | Yvon Bussières (Sortant) | Indépendant               | 4 437  | 53,16 |
|                        | Christophe Navel         | Démocratie Québec         | 2 831  | 33,92 |
|                        | Murielle Gagnon          | Québec 21                 | 561    | 6,72  |
|                        | Clovis Brochu            | Option Capitale-Nationale | 338    | 4,05  |
|                        | Guy Boivin               | Alliance citoyenne        | 179    | 2,14  |
|                        |                          |                           |        |       |
| Suffrages exprimés     | Suffrages exprimés       | Suffrages exprimés        | 8 346  | 96,44 |
| Votes blancs et nuls   | Votes blancs et nuls     | Votes blancs et nuls      | 308    | 3,56  |
| Total                  | Total                    | Total                     | 8 654  | 100   |
| Abstentions            | Abstentions              | Abstentions               | 6 744  | 43,80 |
| Inscrits/Participation | Inscrits/Participation   | Inscrits/Participation    | 15 398 | 56,20 |

| Candidat               | Candidat                      | Parti                     | Voix   | %     |
| ---------------------- | ----------------------------- | ------------------------- | ------ | ----- |
|                        | Pierre-Luc Lachance           | Équipe Labeaume           | 3 536  | 46,90 |
|                        | Mbaï-Hadji Mbaïrewaye         | Démocratie Québec         | 2 361  | 31,32 |
|                        | Samuel Lachance               | Québec 21                 | 1 200  | 15,92 |
|                        | Louis-Charles Baudoin-Lacroix | Option Capitale-Nationale | 442    | 5,86  |
|                        |                               |                           |        |       |
| Suffrages exprimés     | Suffrages exprimés            | Suffrages exprimés        | 7 539  | 97,87 |
| Votes blancs et nuls   | Votes blancs et nuls          | Votes blancs et nuls      | 164    | 2,13  |
| Total                  | Total                         | Total                     | 7 703  | 100   |
| Abstentions            | Abstentions                   | Abstentions               | 10 407 | 57,47 |
| Inscrits/Participation | Inscrits/Participation        | Inscrits/Participation    | 18 110 | 42,53 |

| Candidat               | Candidat                     | Parti                     | Voix   | %     |
| ---------------------- | ---------------------------- | ------------------------- | ------ | ----- |
|                        | Suzanne Verreault (Sortante) | Équipe Labeaume           | 3 906  | 51,58 |
|                        | Jacquelyn Smith              | Démocratie Québec         | 1 872  | 24,72 |
|                        | Marie-Anne Veilleux          | Québec 21                 | 1 382  | 18,25 |
|                        | Jean-Philippe Lebrun         | Option Capitale-Nationale | 318    | 4,20  |
|                        | Alain Giasson                | Alliance citoyenne        | 95     | 1,25  |
|                        |                              |                           |        |       |
| Suffrages exprimés     | Suffrages exprimés           | Suffrages exprimés        | 7 573  | 98,24 |
| Votes blancs et nuls   | Votes blancs et nuls         | Votes blancs et nuls      | 136    | 1,76  |
| Total                  | Total                        | Total                     | 7 709  | 100   |
| Abstentions            | Abstentions                  | Abstentions               | 9 584  | 55,42 |
| Inscrits/Participation | Inscrits/Participation       | Inscrits/Participation    | 17 293 | 44,58 |

| Candidat               | Candidat                     | Parti                     | Voix                | %                   |
| ---------------------- | ---------------------------- | ------------------------- | ------------------- | ------------------- |
|                        | Geneviève Hamelin (Sortante) | Équipe Labeaume           | 3 651               | 56,59               |
|                        | Denise Peter                 | Québec 21                 | 1 604               | 24,86               |
|                        | Pedro-Nel Marquez            | Démocratie Québec         | 1 197               | 18,55               |
|                        | Alexandre Desmeules          | Option Capitale-Nationale | Candidature retirée | Candidature retirée |
|                        |                              |                           |                     |                     |
| Suffrages exprimés     | Suffrages exprimés           | Suffrages exprimés        | 6 452               | 97,76               |
| Votes blancs et nuls   | Votes blancs et nuls         | Votes blancs et nuls      | 148                 | 2,24                |
| Total                  | Total                        | Total                     | 6 600               | 100                 |
| Abstentions            | Abstentions                  | Abstentions               | 9 834               | 59,84               |
| Inscrits/Participation | Inscrits/Participation       | Inscrits/Participation    | 16 434              | 40,16               |

#### Les Rivières
- Dans cet arrondissement, 28 500 électeurs se sont prévalus de leur droit de vote.
- Équipe Labeaume en obtient les 3 districts.

| Candidat               | Candidat                 | Parti                     | Voix   | %     |
| ---------------------- | ------------------------ | ------------------------- | ------ | ----- |
|                        | Alicia Despins           | Équipe Labeaume           | 5 134  | 57,06 |
|                        | Pierre-Luc Arseneau      | Québec 21                 | 2 723  | 30,27 |
|                        | Philippe Moussette       | Démocratie Québec         | 882    | 9,80  |
|                        | Félix L'Heureux-Bilodeau | Option Capitale-Nationale | 204    | 2,27  |
|                        | Jean-Christophe Weinbuch | Indépendant               | 54     | 0,60  |
|                        |                          |                           |        |       |
| Suffrages exprimés     | Suffrages exprimés       | Suffrages exprimés        | 8 997  | 97,79 |
| Votes blancs et nuls   | Votes blancs et nuls     | Votes blancs et nuls      | 203    | 2,21  |
| Total                  | Total                    | Total                     | 9 200  | 100   |
| Abstentions            | Abstentions              | Abstentions               | 10 840 | 54,09 |
| Inscrits/Participation | Inscrits/Participation   | Inscrits/Participation    | 20 040 | 45,91 |

| Candidat               | Candidat                 | Parti                     | Voix   | %     |
| ---------------------- | ------------------------ | ------------------------- | ------ | ----- |
|                        | Jonatan Julien (Sortant) | Équipe Labeaume           | 5 755  | 55,00 |
|                        | François Thériault       | Québec 21                 | 3 439  | 32,87 |
|                        | Pierre Aubé              | Démocratie Québec         | 987    | 9,43  |
|                        | Julie Fournier           | Option Capitale-Nationale | 282    | 2,70  |
|                        |                          |                           |        |       |
| Suffrages exprimés     | Suffrages exprimés       | Suffrages exprimés        | 10 463 | 98,74 |
| Votes blancs et nuls   | Votes blancs et nuls     | Votes blancs et nuls      | 133    | 1,26  |
| Total                  | Total                    | Total                     | 10 596 | 100   |
| Abstentions            | Abstentions              | Abstentions               | 9 267  | 46,65 |
| Inscrits/Participation | Inscrits/Participation   | Inscrits/Participation    | 19 863 | 53,35 |

| Candidat               | Candidat                     | Parti                     | Voix   | %     |
| ---------------------- | ---------------------------- | ------------------------- | ------ | ----- |
|                        | Dominique Tanguay (Sortante) | Équipe Labeaume           | 4 630  | 51,22 |
|                        | Geneviève Cormier            | Québec 21                 | 3 082  | 34,09 |
|                        | Jean Cloutier                | Démocratie Québec         | 1 190  | 13,16 |
|                        | Benjamin Guay                | Option Capitale-Nationale | 138    | 1,53  |
|                        |                              |                           |        |       |
| Suffrages exprimés     | Suffrages exprimés           | Suffrages exprimés        | 9 040  | 98,31 |
| Votes blancs et nuls   | Votes blancs et nuls         | Votes blancs et nuls      | 155    | 1,69  |
| Total                  | Total                        | Total                     | 9 195  | 100   |
| Abstentions            | Abstentions                  | Abstentions               | 8 184  | 47,09 |
| Inscrits/Participation | Inscrits/Participation       | Inscrits/Participation    | 17 379 | 52,91 |

#### Sainte-Foy-Sillery-Cap-Rouge
- Dans cet arrondissement, 41 633 électeurs se sont prévalus de leur droit de vote.
- Équipe Labeaume en obtient les 4 districts.

| Candidat               | Candidat               | Parti                     | Voix   | %     |
| ---------------------- | ---------------------- | ------------------------- | ------ | ----- |
|                        | Émilie Villeneuve      | Équipe Labeaume           | 4 898  | 46,41 |
|                        | Marie Lacerte          | Démocratie Québec         | 3 561  | 33,74 |
|                        | Alexandre Pettigrew    | Québec 21                 | 1 845  | 17,48 |
|                        | Ronald Sirard          | Option Capitale-Nationale | 249    | 2,36  |
|                        |                        |                           |        |       |
| Suffrages exprimés     | Suffrages exprimés     | Suffrages exprimés        | 10 553 | 98,30 |
| Votes blancs et nuls   | Votes blancs et nuls   | Votes blancs et nuls      | 182    | 1,70  |
| Total                  | Total                  | Total                     | 10 735 | 100   |
| Abstentions            | Abstentions            | Abstentions               | 9 084  | 45,83 |
| Inscrits/Participation | Inscrits/Participation | Inscrits/Participation    | 19 819 | 54,17 |

| Candidat               | Candidat               | Parti                     | Voix   | %     |
| ---------------------- | ---------------------- | ------------------------- | ------ | ----- |
|                        | Rémy Normand (Sortant) | Équipe Labeaume           | 4 320  | 52,35 |
|                        | Denis L'Anglais        | Démocratie Québec         | 1 840  | 22,30 |
|                        | Dominique Soucy        | Québec 21                 | 1 834  | 22,22 |
|                        | François Jacques       | Option Capitale-Nationale | 258    | 3,13  |
|                        |                        |                           |        |       |
| Suffrages exprimés     | Suffrages exprimés     | Suffrages exprimés        | 8 252  | 97,97 |
| Votes blancs et nuls   | Votes blancs et nuls   | Votes blancs et nuls      | 171    | 2,03  |
| Total                  | Total                  | Total                     | 8 423  | 100   |
| Abstentions            | Abstentions            | Abstentions               | 9 469  | 52,92 |
| Inscrits/Participation | Inscrits/Participation | Inscrits/Participation    | 17 892 | 47,08 |

| Candidat               | Candidat                  | Parti                     | Voix   | %     |
| ---------------------- | ------------------------- | ------------------------- | ------ | ----- |
|                        | Anne Corriveau (Sortante) | Équipe Labeaume           | 5 646  | 55,23 |
|                        | Safia Chefaoui            | Démocratie Québec         | 2 290  | 22,40 |
|                        | Véronique Boulanger       | Québec 21                 | 2 046  | 20,01 |
|                        | Pascal Minville           | Option Capitale-Nationale | 161    | 1,57  |
|                        | Virginie Grosbart         | Alliance citoyenne        | 80     | 0,78  |
|                        |                           |                           |        |       |
| Suffrages exprimés     | Suffrages exprimés        | Suffrages exprimés        | 10 223 | 98,78 |
| Votes blancs et nuls   | Votes blancs et nuls      | Votes blancs et nuls      | 126    | 1,22  |
| Total                  | Total                     | Total                     | 10 349 | 100   |
| Abstentions            | Abstentions               | Abstentions               | 8 213  | 44,25 |
| Inscrits/Participation | Inscrits/Participation    | Inscrits/Participation    | 18 562 | 55,75 |

| Candidat               | Candidat                          | Parti                     | Voix   | %     |
| ---------------------- | --------------------------------- | ------------------------- | ------ | ----- |
|                        | Marie-Josée Savard                | Équipe Labeaume           | 5 377  | 42,66 |
|                        | Jean-Pierre Asselin               | Québec 21                 | 3 404  | 27,01 |
|                        | Stéphanie Houde                   | Démocratie Québec         | 2 066  | 16,39 |
|                        | Luc Lescarbeau                    | Indépendant               | 1 559  | 12,37 |
|                        | Gabriel-François Rodrigue-Germain | Option Capitale-Nationale | 119    | 0,94  |
|                        | Guy Gendreau                      | Alliance citoyenne        | 80     | 0,63  |
|                        |                                   |                           |        |       |
| Suffrages exprimés     | Suffrages exprimés                | Suffrages exprimés        | 12 605 | 98,85 |
| Votes blancs et nuls   | Votes blancs et nuls              | Votes blancs et nuls      | 146    | 1,15  |
| Total                  | Total                             | Total                     | 12 751 | 100   |
| Abstentions            | Abstentions                       | Abstentions               | 9 186  | 41,87 |
| Inscrits/Participation | Inscrits/Participation            | Inscrits/Participation    | 21 937 | 58,13 |

#### Charlesbourg
- Dans cet arrondissement, 32 986 électeurs se sont prévalus de leur droit de vote.
- Équipe Labeaume en obtient les 3 districts.

| Candidat               | Candidat                   | Parti                     | Voix   | %     |
| ---------------------- | -------------------------- | ------------------------- | ------ | ----- |
|                        | Vincent Dufresne (Sortant) | Équipe Labeaume           | 5 016  | 54,34 |
|                        | Mario Hudon                | Québec 21                 | 2 843  | 30,80 |
|                        | Sébastien Tremblay         | Démocratie Québec         | 1 043  | 11,30 |
|                        | Étienne Boudou-Laforce     | Option Capitale-Nationale | 166    | 1,80  |
|                        | Daniel Lachance            | Alliance citoyenne        | 163    | 1,77  |
|                        |                            |                           |        |       |
| Suffrages exprimés     | Suffrages exprimés         | Suffrages exprimés        | 9 231  | 97,83 |
| Votes blancs et nuls   | Votes blancs et nuls       | Votes blancs et nuls      | 205    | 2,17  |
| Total                  | Total                      | Total                     | 9 436  | 100   |
| Abstentions            | Abstentions                | Abstentions               | 10 053 | 51,58 |
| Inscrits/Participation | Inscrits/Participation     | Inscrits/Participation    | 19 489 | 48,42 |

| Candidat               | Candidat                        | Parti                     | Voix   | %     |
| ---------------------- | ------------------------------- | ------------------------- | ------ | ----- |
|                        | Michelle Morin-Doyle (Sortante) | Équipe Labeaume           | 5 907  | 48,07 |
|                        | Gilles Côté                     | Québec 21                 | 4 353  | 35,42 |
|                        | Lise Santerre                   | Démocratie Québec         | 1 264  | 10,29 |
|                        | Michel Boutet                   | Indépendant               | 538    | 4,38  |
|                        | Kevin Charron                   | Option Capitale-Nationale | 145    | 1,18  |
|                        | Wayne Cyr                       | Alliance citoyenne        | 82     | 0,67  |
|                        |                                 |                           |        |       |
| Suffrages exprimés     | Suffrages exprimés              | Suffrages exprimés        | 12 289 | 98,64 |
| Votes blancs et nuls   | Votes blancs et nuls            | Votes blancs et nuls      | 170    | 1,36  |
| Total                  | Total                           | Total                     | 12 459 | 100   |
| Abstentions            | Abstentions                     | Abstentions               | 9 578  | 43,46 |
| Inscrits/Participation | Inscrits/Participation          | Inscrits/Participation    | 22 037 | 56,54 |

| Candidat               | Candidat                | Parti                     | Voix   | %     |
| ---------------------- | ----------------------- | ------------------------- | ------ | ----- |
|                        | Patrick Voyer (Sortant) | Équipe Labeaume           | 5 431  | 47,37 |
|                        | Jean-Alex Martin        | Québec 21                 | 4 444  | 38,76 |
|                        | Brigitte Letarte        | Démocratie Québec         | 1 257  | 10,96 |
|                        | Arnaud Côté             | Option Capitale-Nationale | 182    | 1,59  |
|                        | François Jacques        | Alliance citoyenne        | 152    | 1,33  |
|                        |                         |                           |        |       |
| Suffrages exprimés     | Suffrages exprimés      | Suffrages exprimés        | 11 466 | 98,41 |
| Votes blancs et nuls   | Votes blancs et nuls    | Votes blancs et nuls      | 185    | 1,59  |
| Total                  | Total                   | Total                     | 11 651 | 100   |
| Abstentions            | Abstentions             | Abstentions               | 10 760 | 48,01 |
| Inscrits/Participation | Inscrits/Participation  | Inscrits/Participation    | 22 411 | 51,99 |

#### Beauport
- Dans cet arrondissement, 32 960 électeurs se sont prévalus de leur droit de vote.
- Québec 21 obtient 2 districts, Équipe Labeaume en remporte 1.

| Candidat               | Candidat                       | Parti                     | Voix   | %     |
| ---------------------- | ------------------------------ | ------------------------- | ------ | ----- |
|                        | Nancy Piuze                    | Québec 21                 | 4 991  | 46,05 |
|                        | Marie France Trudel (Sortante) | Équipe Labeaume           | 4 922  | 45,41 |
|                        | Maude Grenier                  | Démocratie Québec         | 719    | 6,63  |
|                        | Quentin Toffano-Floury         | Option Capitale-Nationale | 84     | 0,78  |
|                        | Patrice Fortin                 | Alliance citoyenne        | 65     | 0,60  |
|                        | Fernand Dumont                 | Indépendant               | 57     | 0,53  |
|                        |                                |                           |        |       |
| Suffrages exprimés     | Suffrages exprimés             | Suffrages exprimés        | 10 838 | 98,74 |
| Votes blancs et nuls   | Votes blancs et nuls           | Votes blancs et nuls      | 138    | 1,26  |
| Total                  | Total                          | Total                     | 10 976 | 100   |
| Abstentions            | Abstentions                    | Abstentions               | 8 988  | 45,02 |
| Inscrits/Participation | Inscrits/Participation         | Inscrits/Participation    | 19 964 | 54,98 |

| Candidat | Candidat            | Parti           | Voix  |
| -------- | ------------------- | --------------- | ----- |
|          | Nancy Piuze         | Québec 21       | 4 951 |
|          | Marie France Trudel | Équipe Labeaume | 4 891 |

| Candidat               | Candidat               | Parti                     | Voix   | %     |
| ---------------------- | ---------------------- | ------------------------- | ------ | ----- |
|                        | Stevens Melançon       | Québec 21                 | 5 500  | 47,17 |
|                        | Nathalie Roy           | Équipe Labeaume           | 5 090  | 43,65 |
|                        | Michèle Dumas Paradis  | Démocratie Québec         | 827    | 7,09  |
|                        | Simon Fortin-Dupuis    | Option Capitale-Nationale | 132    | 1,13  |
|                        | Daniel Beaulieu        | Alliance citoyenne        | 112    | 0,96  |
|                        |                        |                           |        |       |
| Suffrages exprimés     | Suffrages exprimés     | Suffrages exprimés        | 11 661 | 98,86 |
| Votes blancs et nuls   | Votes blancs et nuls   | Votes blancs et nuls      | 134    | 1,14  |
| Total                  | Total                  | Total                     | 11 795 | 100   |
| Abstentions            | Abstentions            | Abstentions               | 10 562 | 47,24 |
| Inscrits/Participation | Inscrits/Participation | Inscrits/Participation    | 22 357 | 52,76 |

| Candidat               | Candidat                  | Parti                     | Voix   | %     |
| ---------------------- | ------------------------- | ------------------------- | ------ | ----- |
|                        | Jérémie Ernould (Sortant) | Équipe Labeaume           | 5 246  | 50,15 |
|                        | Michel Bédard             | Québec 21                 | 4 027  | 38,50 |
|                        | Gilles Piché              | Démocratie Québec         | 846    | 8,09  |
|                        | Fernand Dorval            | Option Capitale-Nationale | 173    | 1,65  |
|                        | Sylvie Perron             | Alliance citoyenne        | 169    | 1,62  |
|                        |                           |                           |        |       |
| Suffrages exprimés     | Suffrages exprimés        | Suffrages exprimés        | 10 461 | 98,22 |
| Votes blancs et nuls   | Votes blancs et nuls      | Votes blancs et nuls      | 190    | 1,78  |
| Total                  | Total                     | Total                     | 10 651 | 100   |
| Abstentions            | Abstentions               | Abstentions               | 11 088 | 51,01 |
| Inscrits/Participation | Inscrits/Participation    | Inscrits/Participation    | 21 739 | 48,99 |

#### La Haute-Saint-Charles
- Dans cet arrondissement, 31 814 électeurs se sont prévalus de leur droit de vote.
- Équipe Labeaume en obtient les 3 districts.

| Candidat               | Candidat                | Parti                     | Voix   | %     |
| ---------------------- | ----------------------- | ------------------------- | ------ | ----- |
|                        | Steeve Verret (Sortant) | Équipe Labeaume           | 5 033  | 46,72 |
|                        | Sébastien Noël          | Québec 21                 | 4 421  | 41,04 |
|                        | Denis Des Roches        | Démocratie Québec         | 1 103  | 10,24 |
|                        | Camille Fortin-Dupuis   | Option Capitale-Nationale | 215    | 2,00  |
|                        |                         |                           |        |       |
| Suffrages exprimés     | Suffrages exprimés      | Suffrages exprimés        | 10 772 | 98,32 |
| Votes blancs et nuls   | Votes blancs et nuls    | Votes blancs et nuls      | 184    | 1,68  |
| Total                  | Total                   | Total                     | 10 956 | 100   |
| Abstentions            | Abstentions             | Abstentions               | 10 223 | 48,27 |
| Inscrits/Participation | Inscrits/Participation  | Inscrits/Participation    | 21 179 | 51,73 |

| Candidat               | Candidat                  | Parti                     | Voix   | %     |
| ---------------------- | ------------------------- | ------------------------- | ------ | ----- |
|                        | Raymond Dion (Sortant)    | Équipe Labeaume           | 6 020  | 52,81 |
|                        | Charles Plamondon         | Québec 21                 | 3 882  | 34,06 |
|                        | Louis-Philippe Boudreault | Démocratie Québec         | 1 253  | 10,99 |
|                        | Anthony Gagnon            | Option Capitale-Nationale | 244    | 2,14  |
|                        |                           |                           |        |       |
| Suffrages exprimés     | Suffrages exprimés        | Suffrages exprimés        | 11 399 | 98,37 |
| Votes blancs et nuls   | Votes blancs et nuls      | Votes blancs et nuls      | 189    | 1,63  |
| Total                  | Total                     | Total                     | 11 588 | 100   |
| Abstentions            | Abstentions               | Abstentions               | 10 315 | 47,09 |
| Inscrits/Participation | Inscrits/Participation    | Inscrits/Participation    | 21 903 | 52,91 |

| Candidat               | Candidat                  | Parti                     | Voix   | %     |
| ---------------------- | ------------------------- | ------------------------- | ------ | ----- |
|                        | Sylvain Légaré (Sortant)  | Équipe Labeaume           | 4 737  | 49,12 |
|                        | Bianca Dussault           | Québec 21                 | 3 963  | 41,10 |
|                        | Luc Paquin                | Démocratie Québec         | 659    | 6,83  |
|                        | Andrée-Anne Leclerc Hamel | Option Capitale-Nationale | 167    | 1,73  |
|                        | René Hudon                | Alliance citoyenne        | 117    | 1,21  |
|                        |                           |                           |        |       |
| Suffrages exprimés     | Suffrages exprimés        | Suffrages exprimés        | 9 643  | 98,77 |
| Votes blancs et nuls   | Votes blancs et nuls      | Votes blancs et nuls      | 120    | 1,23  |
| Total                  | Total                     | Total                     | 9 763  | 100   |
| Abstentions            | Abstentions               | Abstentions               | 11 298 | 53,64 |
| Inscrits/Participation | Inscrits/Participation    | Inscrits/Participation    | 21 061 | 46,36 |

## Sondages
| Source          | Date                                   | Lien | ÉL   | Q21  | DQ   | Autres | Ne sait pas | Sondés |
| --------------- | -------------------------------------- | ---- | ---- | ---- | ---- | ------ | ----------- | ------ |
| Source          | Date                                   | Lien |      |      |      |        |             | Sondés |
| Léger Marketing | 25 octobre 2017 au 26 octobre 2017     | HTML | 51 % | 22 % | 14 % | 2 %    | 6 %         | 1008   |
| Léger Marketing | 1er septembre 2017 au 4 septembre 2017 | HTML | 49 % | 14 % | 10 % | –      | 21 %        | 1012   |
| StratCom        | 17 juillet 2017                        | HTML | 58 % | 25 % | 17 % | –      | –           | 1000   |